# Aus der Heimath
Aus der Heimath ist eine Polka-Mazur von Johann Strauss Sohn (op. 347). Das Werk wurde am 2. Juni 1871 im  Wiener Volksgarten erstmals aufgeführt.

## Einzelnachweis
1. ↑  Quelle: Englische Version des Booklets (Seite 63) in der 52 CDs umfassenden Gesamtausgabe der Orchesterwerke von Johann Strauß (Sohn), Hrsg. Naxos (Label). Das Werk ist als neunter Titel auf der 22. CD zu hören.